# Zhao Qin
Zhao Qin (xinès tradicional: 趙秦, xinès simplificat: 赵秦, pinyin: Zhào Qín; 15 de gener de 1988) és una actriu xinesa, graduada a l'Acadèmia Central d'Art Dramàtic i coneguda per interpretar el paper de la noble Fu Cha a "La llegenda de Zhen Huan a l'Harem".
El 2017 participa amb un paper protagonista a la sèrie Jizhen ke Yisheng, dirigida també per Zheng Xiaolong. Posteriorment, apareixeria també a Diandang Xing. El 2019 interpreta a Ling Yan, una dels pocs personatges ficticis de la sèrie Waijiao Fengyun, que mor a l'atemptat del Kashmir Princess.